# Сантос, Ари
Ари Сантос (порт. Ari Santos; 6 марта 1982, Сан-Паулу, Бразилия), более известный как просто Ари — бразильский игрок в мини-футбол. Нападающий российского клуба «Динамо» и сборной Бразилии по мини-футболу.

## Биография
Ари долгое время выступал в Бразилии, играл за такие клубы как «ГМ», «Ульбра», «Жоинвиль» и «Малви». Также в перерыве между выступлениями за последние два клуба он отыграл один сезон в испанском «Сельта де Виго». За эти годы он четырежды становился чемпионом Бразилии по мини-футболу, а в 2001 году выиграл в составе «Ульбры» Межконтинентальный кубок.
В 2009 году Ари вернулся в Испанию, подписав контракт с «Барселоной». В 2015 году перешёл в МФК Динамо.
Ари входил в состав сборной Бразилии на чемпионат мира 2008 года, окончившийся для бразильцев триумфально. Он забил на турнире три мяча, однако мог стать антигероем соревнования, поскольку не сумел реализовать пенальти в финальной послематчевой серии. Но последующий промах испанцев все-равно принёс победу бразильцам.

## Достижения
- Чемпион мира по мини-футболу (2): 2008, 2012
- Обладатель Межконтинентального кубка 2001
- Победитель Клубного чемпионата Южной Америки по мини-футболу (3): 2007, 2008, 2009
- Обладатель Кубка УЕФА по мини-футболу (2): 2011/12, 2013/14
- Чемпион Бразилии по мини-футболу (4): 2002, 2003, 2007, 2008
- Чемпион Испании по мини-футболу (3): 2010/11, 2011/12, 2012/13
- Обладатель Кубка Испании по мини-футболу (3): 2011, 2012, 2013
- Обладатель Королевского кубка Испании по мини-футболу (4): 2011, 2012, 2013, 2014
- Чемпион России по мини-футболу: 2015/16.